# كأس العالم 2006 (لعبة فيديو)
كأس العالم لكرة القدم 2006 (بالإنجليزية: 2006 FIFA World Cup)‏ هي لعبة فيديو صدرت في 24 أبريل 2006، وهي متوفرة على أجهزة جيم بوي أدفانس ونينتندو جيم كيوب ونينتندو دي إس وإكس بوكس ومايكروسوفت ويندوز وبلاي ستيشن 2 وإكس بوكس 360 وهاتف محمول. اللعبة من تطوير إي أيه كندا وبلاي ستيشن بورتبل ومن نشر إي أيه سبورتس.

## وصلات خارجية
- كأس العالم 2006 على موقع IMDb (الإنجليزية)
- كأس العالم 2006 على موقع كينوبويسك (الروسية)

- اللعبة عبر موقع جيم سبوت
- لعبة كأس العالم لكرة القدم 2006 في موقع آي جي إن